# Бащелакский заказник
Бащелакский заказник — государственный природный комплексный заказник, расположенный на территории Солонешенского района Алтайского края. Был образован с целью поддержания экологического баланса региона, для охраны комплекса лесных и высокогорных ландшафтов, сохранения редких видов растений и животных, воспроизводства запасов лекарственных растений и др. Охраняемой территорией объявлен в соответствии с постановлением администрации Алтайского края от 29.05.2001 № 352.

## География
Заказник находится в 10 км к юго-западу от села Рыбного, в 35 км к югу от села Солонешного. Общая площадь заказника — 107 667 га (1076.6 км2).
На территории заказника находится самая высокая часть Бащелакского хребта. Заказник находится на высотах от 800 до 2300 метров над уровнем моря. Участок включает водораздельные плато в верховьях рек Шепета и Бащелак, отдельные вершины достигают 2100—2300 м.

## Животный мир
В заказнике встречаются такие виды млекопитающих как марал, косуля, кабарга, бурый медведь, лисица, волк, рысь, белка, азиатский бурундук, заяц-беляк, алтайская пищуха. Орнитофауна представлена 100—130 видами птиц.
Из рыб в водоёмах заказника обитает обыкновенный гольян и хариус сибирский.